# Rona Cup 1995
Rona Cup 1995 byl hokejový turnaj konající se v Trenčíně v roce 1995. Pohár začínal 17. srpna a končil 19. srpna. Titul získal poprvé ve své historii HC Košice.

## Výsledky a tabulka
| Pozice | Tým              | Z | V | R | P | GS | GI | B |
| ------ | ---------------- | - | - | - | - | -- | -- | - |
| 1.     | HC Košice        | 3 | 3 | 0 | 0 | 22 | 7  | 6 |
| 2.     | AC ZPS Zlín      | 3 | 2 | 0 | 1 | 12 | 11 | 4 |
| 3.     | HC Dukla Trenčín | 3 | 1 | 0 | 2 | 12 | 18 | 2 |
| 4.     | HC Petra Vsetín  | 3 | 0 | 0 | 3 | 10 | 20 | 0 |

|  | HC Petra Vsetín | 3 : 7                 | AC ZPS Zlín |  |
|  | HC Petra Vsetín | (1 : 3, 0 : 2, 2 : 2) | AC ZPS Zlín |  |

| Souhrn zápasu | Souhrn zápasu                       | Souhrn zápasu | Souhrn zápasu                                                                | Souhrn zápasu |
| ------------- | ----------------------------------- | ------------- | ---------------------------------------------------------------------------- | ------------- |
|               | Augusta 18' Dopita 51' Stantien 54' |               | 4' Hučko 6' M.Okál 20' Tesařík 21' Vavrečka 31' Leška 50' Medřík 59' Čajánek |               |

|  | HC Dukla Trenčín | 3 : 10                | HC Košice |  |
|  | HC Dukla Trenčín | (1 : 4, 0 : 5, 2 : 1) | HC Košice |  |

| Souhrn zápasu | Souhrn zápasu                         | Souhrn zápasu | Souhrn zápasu                                                                                            | Souhrn zápasu |
| ------------- | ------------------------------------- | ------------- | --- | ------------- |
|               | Döme 20' Melicherík 50' Opatovský 57' |               | 5' Bukna 6' Vaic 10' R.Pucher 15' Mižík 25' Bicek 28' P.Zůbek 31' Mižík 34' Mižík 36' Pohanka 48' Šechný |               |

|  | HC Košice | 6 : 3           | HC Petra Vsetín |  |
|  | HC Košice | (3:0, 1:2, 2:1) | HC Petra Vsetín |  |

| Souhrn zápasu | Souhrn zápasu                        | Souhrn zápasu | Souhrn zápasu                 | Souhrn zápasu |
| ------------- | ------------------------------------ | ------------- | ----------------------------- | ------------- |
|               | Pažák 2x Pav.Zůbek Šechný Vaic Mižík |               | Sršeň Antonín Stavjaňa Jaškin |               |

|  | AC ZPS Zlín | 4 : 2           | HC Dukla Trenčín |  |
|  | AC ZPS Zlín | (2:1, 1:1, 1:0) | HC Dukla Trenčín |  |

| Souhrn zápasu | Souhrn zápasu               | Souhrn zápasu | Souhrn zápasu     | Souhrn zápasu |
| ------------- | --------------------------- | ------------- | ----------------- | ------------- |
|               | Kotásek Čajánek M.Okál Bruk |               | Horváth Paukovček |               |

|  | AC ZPS Zlín | 1 : 6           | HC Košice |  |
|  | AC ZPS Zlín | (1:3, 0:1, 0:2) | HC Košice |  |

| Souhrn zápasu | Souhrn zápasu | Souhrn zápasu | Souhrn zápasu                                   | Souhrn zápasu |
| ------------- | ------------- | ------------- | ----------------------------------------------- | ------------- |
|               | Mižík         |               | Janků Plavucha Šechný Veselovský Pažák R.Pucher |               |

|  | HC Dukla Trenčín | 7 : 4           | HC Petra Vsetín |  |
|  | HC Dukla Trenčín | (0:1, 0:1, 7:2) | HC Petra Vsetín |  |

| Souhrn zápasu | Souhrn zápasu                                  | Souhrn zápasu | Souhrn zápasu            | Souhrn zápasu |
| ------------- | ---------------------------------------------- | ------------- | ------------------------ | ------------- |
|               | Kontšek 2x Paukovček Paľov Pardavý Madový Daňo |               | Vlach Sršeň Galkin Mařák |               |